# Allmänna bestämmelser (kollektivavtal)
Allmänna bestämmelser (förkortat AB) är ett av Sveriges största kollektivavtal och gäller villkor inom offentlig sektor, kommun och region. Avtalet omfattar knappt en miljon arbetstagare och sluts mellan arbetsgivarparten Sveriges Kommuner och Regioner samt ett antal arbetstagarorganisationer, däribland till exempel Svenska kommunalarbetareförbundet (Kommunal), Akademikeralliansen, Ledarna, Akademikerförbundet SSR och Vision. Avtalet är omfattande och reglerar förhållandet mellan arbetsgivare och arbetstagare kring princip allt förutom lön och pension. 